# زجاجة ساعة

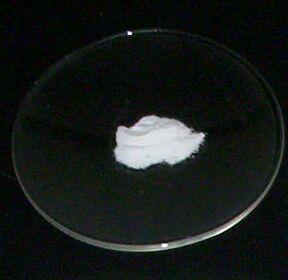
زجاجة ساعة.

زجاجة ساعة هي قطعة دائرية، مقعرة قليلًا تستخدم عند الكيميائيين كسطح لتبخير السوائل ولوضع المواد الصلبة فيها لوزن هذه العناصر وتستخدم أيضاً كغطاء للأكواب في المختبرات. و الاستخدام الأخير يكون لمنع حبيبات الغبار أو أي مواد أخرى من دخول الكوب. و هذه الزجاجة لا تغلق الكوب الذي تغطيه تماما فهي تتيح تبادل الغازات بين الكوب والمحيط.
عندما تستخدم هذه الزجاجة لتبخير السوائل، تسمح للخبراء بالتمعن والنظر و المراقبة بدقة عمليات الترسيب و التبلور التي تحدث أثناء التبخر. و يمكن أن تضع هذه الزجاجة على سطح له لون غامق لرؤية أوضح.
زجاجة الساعة تدعى بهذا الاسم لأن شكلها مطابق لشكل الزجاج الأمامي للساعات القديمة.